# Centropus burchellii
Centropus burchellii és una espècie d'ocell de la família dels cucúlids (Cuculidae) que habita matolls d'Àfrica Meridional, des de Tanzània, est de Zimbàbue i Moçambic, cap al sud fins al sud de Sud-àfrica.